# C. Auguste Dupin

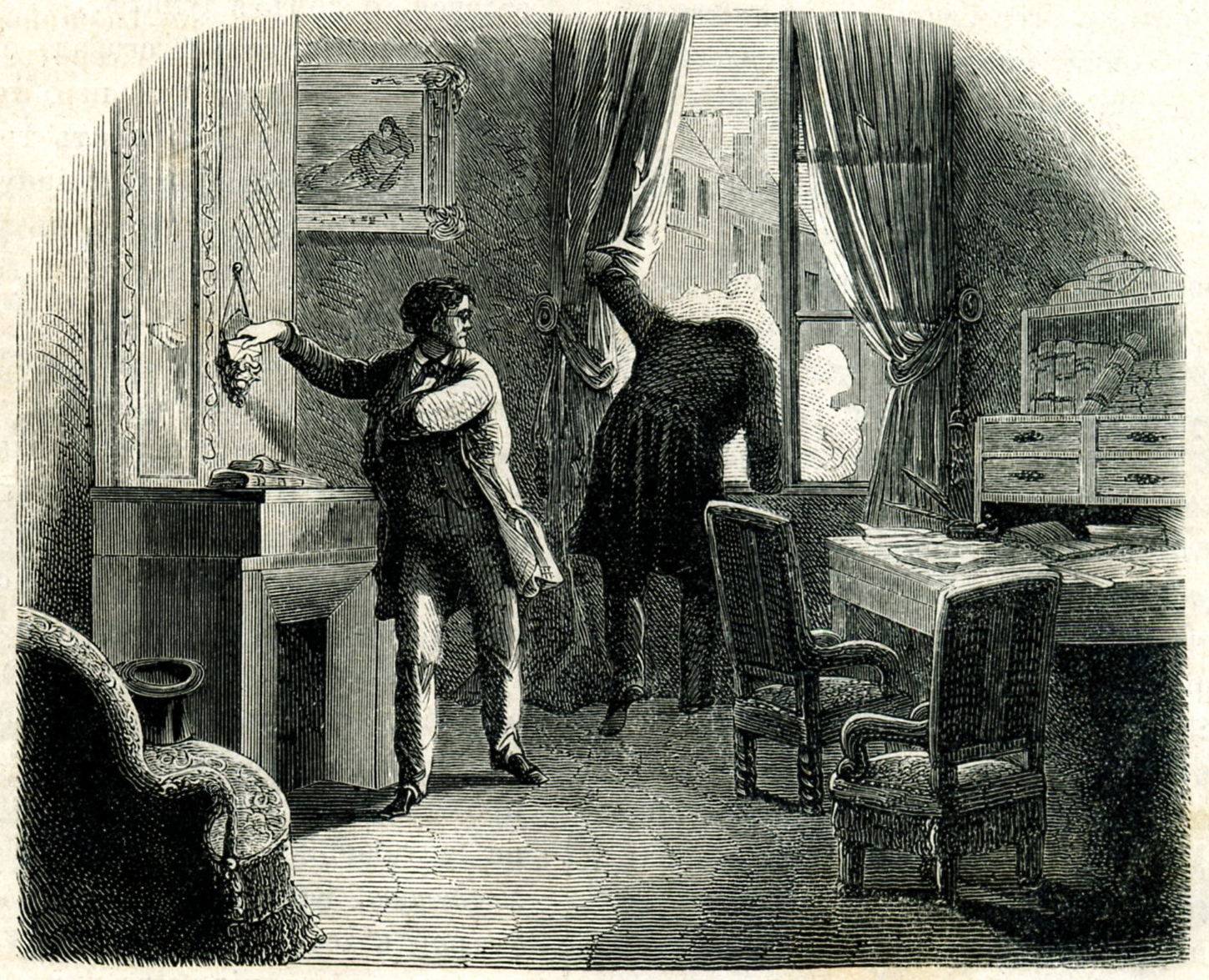
C. Auguste Dupin i Det undansnillade brevet

C. Auguste Dupin, fiktiv amatördetektiv i tre noveller av Edgar Allan Poe, som av många anses vara de första riktiga deckarberättelserna, och som har inspirerat många efterföljande problemlösare, såsom Sherlock Holmes.
Dupin medverkar i novellerna:
- Morden på Rue Morgue (The Murders in the Rue Morgue) 1841[1]
- Det undansnillade brevet (The Purloined Letter) 1845
- Mysteriet Marie Rogêt (The Mystery of Marie Rogêt) 1850